# AG Copenaghen
L’Albertslund Glostrup København è una squadra di pallamano maschile danese con sede a Copenaghen.
È stata fondata nel 2010 tramite la fusione di due club, l'FCK Handball e l'AG Handball.

## Palmarès
- Campione di Danimarca: 3
2007-08, 2010-11, 2011-12.
- Coppa di Danimarca: 2
2009-10, 2010-11.